# Eunereis elitoralis
Eunereis elitoralis är en ringmaskart som först beskrevs av Eliason 1962.  Eunereis elitoralis ingår i släktet Eunereis, och familjen Nereididae. Arten har ej påträffats i Sverige.